# 15986 Fienga
15986 Fienga è un asteroide della fascia principale. Scoperto nel 1998, presenta un'orbita caratterizzata da un semiasse maggiore pari a 2,6951293 au e da un'eccentricità di 0,2291920, inclinata di 2,65046° rispetto all'eclittica.
L'asteroide è dedicato all'astronoma francese Agnes Fienga.